# 778 Theobalda
778 Theobalda è un asteroide della fascia principale del diametro medio di circa 64,06 km. Scoperto nel 1914, presenta un'orbita caratterizzata da un semiasse maggiore pari a 3,2038778 UA e da un'eccentricità di 0,2446023, inclinata di 13,59281° rispetto all'eclittica.
L'asteroide dà il nome a una famiglia di asteroidi, la Famiglia Theobalda formatasi a seguito di una collisione tra asteroidi circa 7 ± 2 milioni di anni fa.
Il suo nome è in onore di Theobald Kaiser, il padre dello scopritore.